# Hemiancistrus votouro
Hemiancistrus votouro är en fiskart som beskrevs av Cardoso och Da Silva 2004. Hemiancistrus votouro ingår i släktet Hemiancistrus och familjen Loricariidae. Inga underarter finns listade i Catalogue of Life.